# Павло-Кичкас
Павло-Кичкас, Павлокичкас — северный левобережный жилмассив города Запорожье, входит в Заводский район Запорожья. Бывшая деревня. Другое название деревни — Маркусова (по фамилии одного из владельцев деревни Э. Марка, первого предводителя дворянства Александровского уезда). Однако, официально деревня именовалась Павлокичкас по имени первого владельца земли Павла Сергеевича Потёмкина и названию древнего урочища Кичкас.
Иногда ошибочно называют Кичкасом — по правобережной местности Запорожья.

## История
Существует несколько вариантов толкования слова «Кичкас»: от тюркского «кис-каш» — «короткий, наиболее короткий», что, очевидно, использовалось для характеристики переправы, расположенной ниже порогов; от тюркского «коч-коч» — «проходи, уходи».
- IX-I век до н. э. — первые поселения на склонах балки Осокоровой и Кичкасской, курганные захоронения скифов и сарматов.
- X век н. э. — в труде Константина Багрянородного описана Крарийская переправа на пути «из варяг в греки».
- XVII—XVIII вв. тут были размещены редуты Войска Запорожского, защищавшие Кичкасскую переправу и верфь[1].

Первым владельцем был генерал-поручик Павел Сергеевич Потёмкин, получивший ранговую дачу в 12 000 десятин земли. С 1782 года — слобода Павло-Кичкас. В 1784 году имение перешло майору Фалиеву, в 1786 году — надворному советнику Ситникову, в 1787 году — гоф-хирургу, надворовому советнику Ивану Давидовичу Зоммеру, в 1796 году — секунд-майору Ивану Семёновичу Шульцу, в 1798 году — Эмануилу Марку, от которого произошло название Маркусова.
В 1786 году тут было 10 хозяйств. В 1859 году — 70 хозяйств с 446 душами (213 мужского пола). В 1885 году — 116 хозяйств с 879 жителями (в том числе 447 мужского пола).
Летом 1883 года село исследовали Д. И. Яворницкий и Я. П. Новицкий. На севере в 1 версте деревня была ограничена Осокоровой балкой с дубовой рощей и речушкой. На юге деревня была ограничена Кичкасной балкой с кудрявыми грушами, кустами боярышника, шиповника и барбариса.
В 1902 году на территории района был введён в эксплуатацию Кичкасский мост через Днепр, верхний ярус которого был предназначен для железнодорожного транспорта, а нижний — для гужевого. В 1920 году мост был взорван, в 1921 году — восстановлен, а в 1931 г. демонтирован.
Сооружение Днепрогэса в 1927—1932 годах произвело к затоплению балок Осокоровой и Кичкасной и возникновению полуострова, на котором было создано рабочее поселение. В те же годы был построен ряд больших промышленных предприятий, которые создали протяжённую промышленную зону, отрезавшую Павло-Кичкас от центра города. Жилые кварталы оказались в зоне промышленных объектов 1-го и 2-го класса вопреки существующим санитарным нормам. Однако северные и северо-западные ветры поставляют чистый степной и днепровский воздух.
Район застроен частными и многоэтажными домами. До сих пор сохранились заселенные бараки рабочих, построенные в 1946—1947 годах пленными немцами.

## Современность
По причине экологической ситуации в Запорожье, на Павло-Кичкасе самые низкие цены на жильё.
По исследованиям состояния здоровья в Запорожье, заболеваемость жителей Павло-Кичкаса является самой высокой в городе.
По версии журнала «Корреспондент», в 2010 году Павло-Кичкас попал в десятку самых криминальных районов Украины.

## Транспорт
В район ходит  маршрут трамвая № 16, а также троллейбус № 13 (временно отменён). На промзону ходил трамвай № 8 (в 2022 году отменен) . Ранее ходил троллейбус № 10, но сейчас его контактная линия демонтирована практически полностью, о том что там была контактная сеть намекают только растяжки, на которых она крепилась и трамваи №№ 4, 5, 6, 7 и 9 (в разные периоды). Также ходят маршрутные такси № 14 (ул. Историческая —5-я городская больница), 51 (ул. Республиканская — Запорожье-Левое), 54 (ул. Историческая — 5-я городская больница) / 54 (ул. Историческая — ТЦ «Эпицентр» (Ашан), 70 (ДК Огнеупорного завода — ТЦ "Амстор"), 73 (ЗТМК — Набережная) и 83 (Клуб — Набережная). 15 марта 2019 г. заработал муниципальный автобусный маршрут № 29  (ул. Финальная — 4-й Южный микрорайон).